# Himalochrysa modesta
Himalochrysa modesta är en insektsart som beskrevs av Hölzel 1973. Himalochrysa modesta ingår i släktet Himalochrysa och familjen guldögonsländor. Inga underarter finns listade i Catalogue of Life.